# Paul Spickendorff
Gustav Adolf Rudolf Paul Spickendorf (* 3. April 1857 in Potsdam; † im 20. Jahrhundert) war ein deutscher Jurist und Landrat.

## Leben
Paul Spickendorff wurde als Sohn des Kassenrendanten bei der Berlin-Potsdam-Magdeburger Eisenbahngesellschaft geboren.
Nach dem Abitur am Friedrich-Wilhelms-Gymnasium Berlin im Jahre 1875 absolvierte er ein Studium der Rechtswissenschaften an der Ruprecht-Karls-Universität Heidelberg
und wurde nach der ersten juristischen Staatsprüfung am 12. Februar 1880 Gerichtsreferendar am Landgericht Berlin I. Er leistete seinen Militärdienst als Einjährig-Freiwilliger beim Kaiser Franz Garde-Grenadier-Regiment Nr. 2.
Am 12. April 1883 erhielt Spickendorff eine Anstellung als Regierungsreferendar bei der Regierung Magdeburg. Nach dem Großen juristischen Staatsexamen am 30. Oktober 1886 wurde er Regierungsassessor bei der Regierung Hannover.
Am 2. August 1891 wurde er mit der kommissarischen Verwaltung des Landratsatsamtes des Unterwesterwaldkreises beauftragt und am 1. März 1892 definitiv in dieses Amt berufen. Wegen seiner Amtsführung kam es zu Konflikten, die am 26. April 1895 zu seinem Wechsel als Regierungsrat zur Regierung Montabaur führten.